# Cmentarz wojenny nr 298 – Tymowa

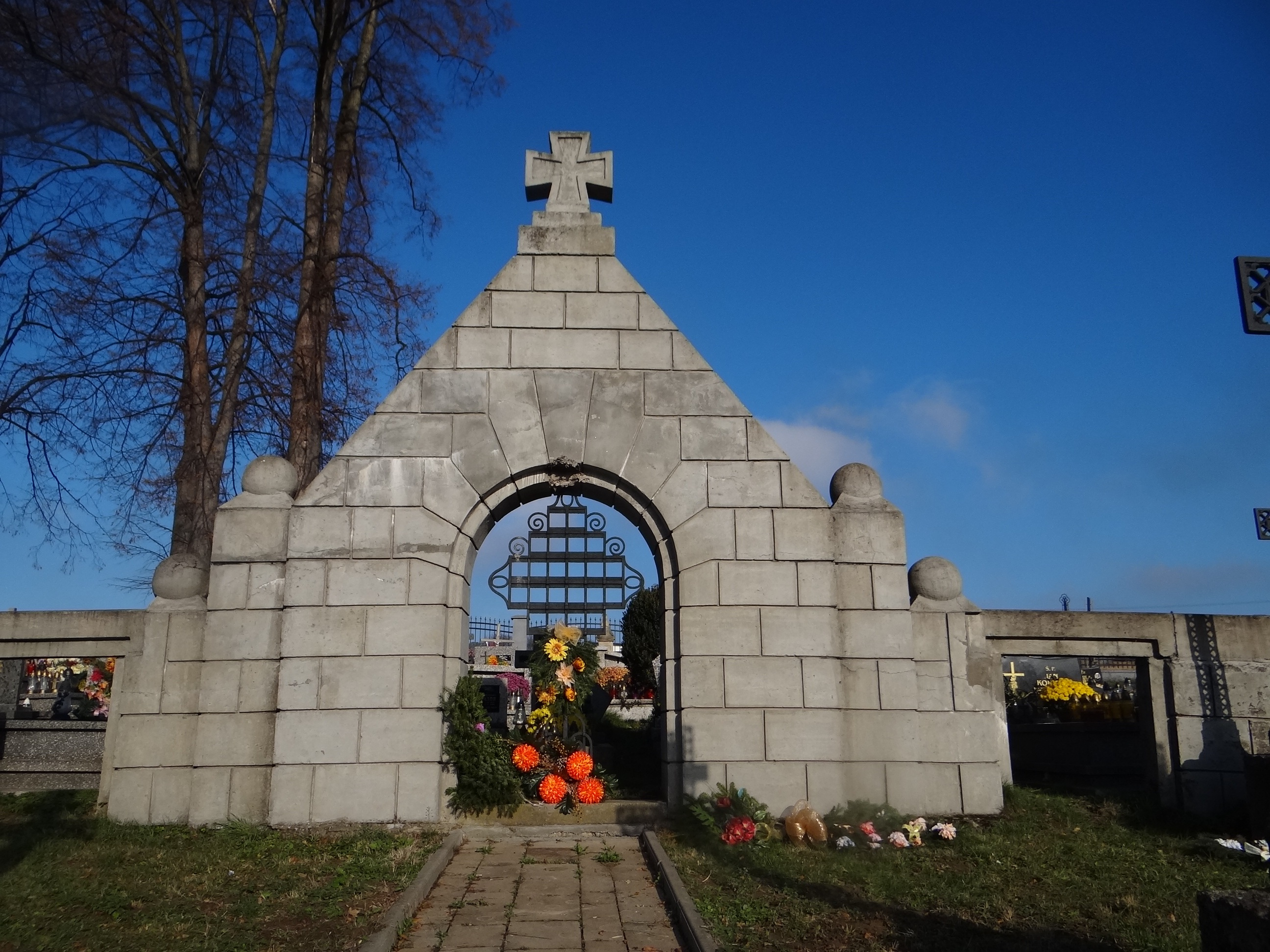
Pomnik

Cmentarz wojenny nr 298 – Tymowa – cmentarz z I wojny światowej znajdujący się we wsi Tymowa w województwie małopolskim, w powiecie brzeskim, w gminie Czchów. Jest jednym z 400 zachodniogalicyjskich cmentarzy wojennych zbudowanych przez Oddział Grobów Wojennych C. i K. Komendantury Wojskowej w Krakowie. W VIII okręgu brzeskim cmentarzy tych jest 52.

## Położenie
Cmentarz wojenny to kwatera na cmentarzu parafialnym w Tymowej, po lewej stronie drogi Muchówka – Tymowa, nieco powyżej kościoła w Tymowej. Położony jest na wysokości około 290 m n.p.m. na południowym stoku opadającym do doliny potoku Tymówka.

## Historia
Pochowano tutaj żołnierzy armii austriackiej i rosyjskiej, którzy zginęli w walkach na okolicznych terenach w listopadzie i grudniu 1914 oraz od stycznia do maja 1915. Front przechodził tędy dwukrotnie; w listopadzie 1914 armia rosyjska zajęła te tereny, w 1915 natomiast, po zwycięstwie połączonych sił austriackich i niemieckich w bitwie pod Krakowem i bitwie pod Limanową wojska rosyjskie wycofywały się na północ i wschód, broniąc linii kolejowej Przemyśl – Bochnia. Ogółem na cmentarzu pochowano 56 żołnierzy austro-węgierskiej i 34 żołnierzy armii rosyjskiej. Zidentyfikowano 29 żołnierzy, głównie z armii austro-węgierskiej:

## Opis cmentarza
Cmentarz wojenny ma postać prostokąta i stanowi odrębną, ogrodzoną kwaterę. Głównym jego elementem ozdobnym jest sporej wielkości pomnik. Jest to zwieńczona betonowym krzyżem maltańskim ściana pomnikowa z otworem, w którym znajduje się ażurowa, metalowa konstrukcja. Ściana wkomponowana jest w północną część ogrodzenia cmentarza, które tworzą betonowe słupki i położona na nich żelazobetonowa pergola. Pozostałe trzy boki ogrodzenia obecnie wykonane są z metalowych sztachet i dwóch solidnych betonowych słupków na rogach cmentarza. Wejście przez furtkę pomiędzy dwoma betonowymi słupkami zwieńczonymi ozdobnikami w postaci betonowej kuli. Oryginalna furtka wykonana jest ze stalowej blachy z wyciętymi ozdobnikami i stylizowanym maltańskim krzyżem. Nagrobki żołnierzy ułożone w rzędach. Posiadają betonowe cokoły, na których osadzono duże, żeliwne, ażurowe krzyże dwóch rodzajów; z pojedynczymi ramionami na nagrobkach żołnierzy austro-węgierskich i podwójnymi na nagrobkach żołnierzy armii rosyjskiej.

## Losy cmentarza
W okresie Polski międzywojennej cmentarz jako nowy był jeszcze w dobrym stanie. Młodzież szkolna uporządkowywała cmentarz przed dniem Wszystkich Świętych i zapalała znicze, jednak cmentarz ulegał w naturalny sposób niszczeniu przez czynniki pogody i roślinność. Dopiero od lat 80. zaczęto bardziej dbać o cmentarze z I wojny światowej. Cmentarz w Tymowej odnowiono, obecnie jest w bardzo dobrym stanie i jest pielęgnowany.